# Araneus vincibilis
Araneus vincibilis là một loài nhện trong họ Araneidae.
Loài này thuộc chi Araneus. Araneus vincibilis được Eugen von Keyserling miêu tả năm 1893.